# Christina Becker
Christina Becker (Dortmund, 12 de dezembro de 1977) é uma exciclista profissional alemã tanto de ciclismo em pista como de estrada. Estreiou como profissional em 1999. Destacou nos Campeonatos de Pista da Alemanha onde obteve 4 vitórias (2 em Perseguição e 2 em Pontuação); internacionalmente obteve duas vitórias profissionais (1 etapa no Tour de Thüringe Feminino e 1 etapa na Volta Ciclista Feminina a El Salvador).
É a irmã maior da também ciclista profissional Charlotte Becker coincidindo na mesma equipa nos anos 2004 e 2005.

## Palmarés
- 1999
  - 2.ª no Campeonato Europeu Perseguição sub-23 
  - 3.ª no Campeonato da Alemanha Perseguição

- 2001
  - 3.ª Campeonato da Alemanha Perseguição

- 2002
  - 1 etapa do Tour de Thüringe Feminino
  - Campeonato da Alemanha Perseguição

- 2003
  - Campeonato da Alemanha Perseguição  
  - 2.º no Campeonato da Alemanha Pontuação

2004 (como amador)
- - 2.ª Campeonato da Alemanha Perseguição 
  - Campeonato da Alemanha Pontuação

2005 (como amador)
- - 3.ª Campeonato da Alemanha Perseguição 
  - 1 etapa da Volta Ciclista Feminina a El Salvador

- 2007
  - Campeonato da Alemanha Pontuação

- 2008
  - 2.ª Campeonato da Alemanha Perseguição

- 2009
  - 3.ª Campeonato da Alemanha Perseguição

## Resultados em Grandes Voltas e Campeonatos do Mundo
Durante a sua carreira desportiva tem conseguido os seguintes postos nas Grandes Voltas femininas e nos Campeonatos do Mundo em estrada:
| Corrida                | 1999 | 2000 | 2001 | 2002 | 2003 | 2004 | 2005 | 2006 | 2007 | 2008 | 2009 | 2010 | 2011 |
| ---------------------- | ---- | ---- | ---- | ---- | ---- | ---- | ---- | ---- | ---- | ---- | ---- | ---- | ---- |
| Giro d'Italia          | -    | -    | -    | -    | -    | -    | -    | -    | -    | 86.ª | -    | -    | -    |
| Tour de l'Aude         | -    | -    | -    | 52.ª | -    | -    | -    | -    | -    | -    | -    | -    | X    |
| Grande Boucle          | -    | Ab.  | -    | -    | -    | -    | -    | -    | -    | -    | -    | X    | X    |
| Mundial em Estrada     | -    | -    | -    | -    | -    | -    | -    | -    | -    | -    | -    | -    | -    |
| Mundial Contrarrelógio | -    | -    | -    | -    | -    | -    | -    | -    | -    | -    | -    | -    | -    |

-: não participa

Ab: abandono

X: edições não celebradas

## Equipas
- - Red Bull (1999-2002)
  - Red Bull (1999)
  - Red Bull Frankfurt (2000-2001)
  - Red Bull (2002)
  - T-Mobile Professional Cycling (2006)
  - Team Getränke Hoffmann (2007)
  - Equipe Nürnberger Versicherung (2008-2009)